# Phạm Minh Tấn
Phạm Minh Tấn (sinh năm 1963) là đại biểu Quốc hội Việt Nam khóa 13, thuộc đoàn đại biểu Đắc Lắk. Ông từng là Phó Bí thư Thường trực Tỉnh ủy Đắk Lắk.

## Tiểu sử
Ngày sinh: 9/5/1963
Giới tính: Nam
Dân tộc: Kinh
Tôn giáo: Không
Quê quán: Xã Xuân Lộc, huyện Triệu Sơn, Thanh Hoá
Trình độ chính trị: Cao cấp lý luận chính trị
Trình độ chuyên môn: Thạc sỹ Quản lý nhà nước
Nghề nghiệp, chức vụ: Uỷ viên BTV Tỉnh ủy, Phó Bí thư Thường trực Tỉnh ủy Đắk Lắk.
Nơi làm việc: Tỉnh ủy Đắk Lắk.
Ngày vào đảng: 13/9/1989
Nơi ứng cử: Đắc Lắk
Đại biểu Quốc hội khoá: XIII
Đại biểu chuyên trách: Không
Đại biểu Hội đồng Nhân dân: Không